# Äljy
Äljy är en ö i Finland. Den ligger i Finska viken och i kommunen Kotka i landskapet Kymmenedalen, i den södra delen av landet. Ön ligger omkring 22 kilometer sydöst om Kotka och omkring 130 kilometer öster om Helsingfors.
Öns area är 20,1 hektar och dess största längd är 0,7 kilometer i sydöst-nordvästlig riktning.

## Klimat
Klimatet i området är tempererat. Årsmedeltemperaturen i trakten är 6 °C. Den varmaste månaden är augusti, då medeltemperaturen är 16 °C, och den kallaste är februari, med −2 °C.